# Het monster uit de diepte (Patrick Lagrou)
Het monster uit de diepte is een boek geschreven door Patrick Lagrou en voor het eerst gepubliceerd in 1995. Het boek is de tweede in rij van de dolfijnenkindreeks. Het boek werd in 1997 derde in de categorie 12-14 jaar van de Kinder- en Jeugdjury Vlaanderen. De prijs van de kinder- en jeugdjury Limburg heeft hij in 1997 gewonnen.

## Inhoud
Na een paar jaar op Long Island te wonen kent Marijn de streek al goed. Marijn is een goede duiker die samen met zijn vader, professor Ben Jansen, veel onderzoek doet in zee. Mama Louka, een oude waarzegster, komt op een nacht wanneer zijn ouders er voor een paar weken weg zijn en zegt dat als de roze dolfijn gevangen wordt, dat dan het monster uit de diepte ontwaakt. Marijn krijgt een dag later telefoon van een zekere meneer Goldberg. Deze man beweert dat hij graag onderzoek zou doen naar de geheimzinnige blauwe gaten in de zee en op land, maar hij heeft een gids nodig die de streek door en door kent. Marijn stelt zich graag kandidaat om deze gids te zijn. Ze doorzoeken de blauwe gaten en zien een grote schim in de verte.
Zo vlug als ze kunnen zwemmen ze naar het wateroppervlak. Marijn ontdekt al snel dat meneer Goldberg en zijn mannen geen onderzoek voeren naar de blauwe gaten maar dat ze het dier in de blauwe gaten willen vangen. Net op het moment dat Marijn bedenkt dat het dier dat ze willen vangen weleens een roze dolfijn zou kunnen zijn, wil hij niets meer met het onderzoek te maken hebben. Maar het is al te laat, ze hebben de roze dolfijn al gevangengenomen. De roze dolfijn is niet het enige dier dat ze hebben gevangen, de dolfijn Derby, de beste vriend van Marijn, is ook gevangengenomen. Marijn en Talitha, de kleindochter van mama Louka, beslissen om er achter te gaan.
Het dolfijnenkind (1992) · Het monster uit de diepte (1995) · De poorten van Atlantis (1998) · De schat van de boekaniers (2001) · Verdwenen in de Sargassozee (2005) · Red de dolfijnen! (2007) · Offer in de Andes (2006) · Dolfijnen vrij! (2008) · Dans van de roze dolfijn (2010) · Victoria (2012) — 
Achtergrondboek: Het grote Dolfijnenkindboek (2012)